# Übergang der kaiserlichen Armee über den Schwarzwald

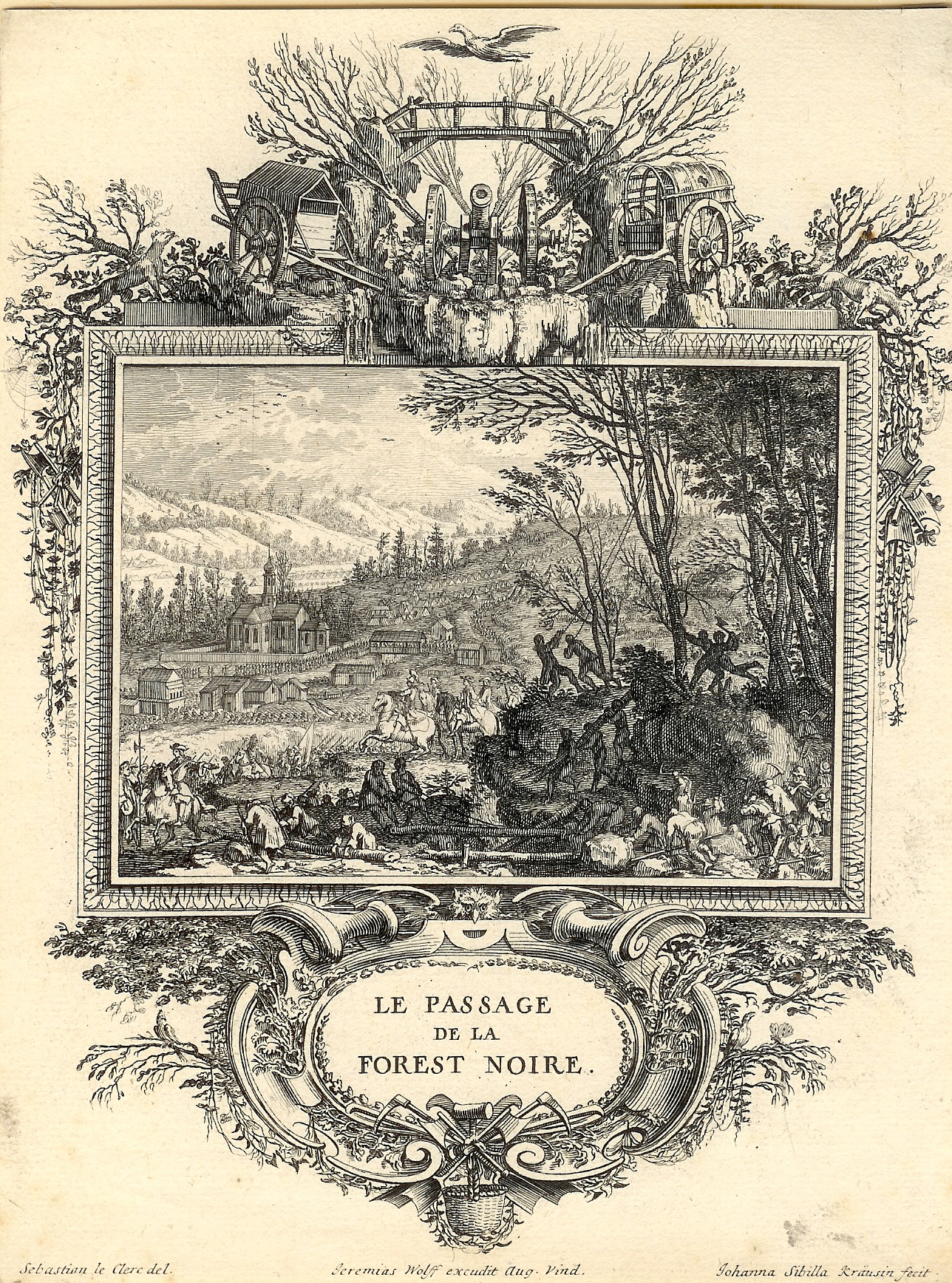
Pioniere vor dem Lager der kaiserlichen Armee in Todtmoos

Der Übergang der kaiserlichen Armee über den Schwarzwald (Mitte Juli 1678) war eine in die Kunstgeschichte eingegangene Leistung des militärischen Pionierwesens während des Holländischen Krieges.

## Vorgeschichte
Nach der Eroberung von Freiburg wendete sich der französische Marschall François de Créquy Anfang Juli mit 30.000 Soldaten gegen Rheinfelden. Ein Überraschungsangriff der Franzosen am 6. Juli über die dortige Brücke konnte unter hohen Verlusten der zuletzt auf der brennenden Brücke eingeschlossenen Verteidiger zurückgeschlagen werden. Créquy ging zur Belagerung über, musste sie jedoch nach Angriffen der kaiserlichen Armee und dem fehlgeschlagenen Versuch, eine Schiffsbrücke zu schlagen, abbrechen.

## Die Schwarzwaldpassage der kaiserlichen Armee
Der in Offenburg lagernde Generalissimus der kaiserlichen Armee Karl von Lothringen beschloss zum Entsatz von Rheinfelden die Franzosen in der Flanke von Osten aus anzugreifen. Dieser Angriffsplan erforderte eine Umgehung der französischen Stellungen im Rheintal durch das Kinzigtal und über den Schwarzwald. Truppentransporte über den Schwarzwald waren auch im 17. Jahrhundert üblich. Der Camino de Suizos führte so über Waldshut und Görwihl nach Staufen. Neu war jedoch die Route über den Wallfahrtsort Todtmoos mit dem gesamten Tross, die erhebliche Anforderungen an die Pioniere stellte. Im Juli 1678 erreichte Karl von Lothringen Todtmoos und ließ ein Zeltlager zwischen der Wallfahrtskirche und Vordertodtmoos errichten. Im Lager der Kaiserlichen traf am nächsten Morgen der blasianische Fürstabt Romanus Vogler ein, dem Todtmoos zugehörig war, und hielt in der Wallfahrtskirche ein Tedeum zum Anlass der erfolgreichen Überquerung des Schwarzwaldes. Karl von Lothringen seinerseits gelobte die Stiftung einer Votivgabe für die Wallfahrtskirche. Auf dem Weitermarsch, der in Hänner durch versprengte kaiserliche Einheiten verstärkt wurde, traf die kaiserliche Armee bei Murg auf französische Einheiten. Diese zogen sich nach einem Gefecht zurück. Die Beschießung des französischen Lagers bei Beuggen, der als Kollateralschaden den Verlust der dortigen Kirche bedingte, veranlasste Créquy am 19. Juli 1678 zum Abbruch der Belagerung von Rheinfelden und zum Rückzug. Die militärischen und politischen Folgen des Entsatzes waren letztendlich gering. Karl von Lothringen wurde 1679 bei Kriegsende zum Statthalter von Tirol und der Vorlande ernannt.

### Die silberne Votivtafel im Kunsthistorischen Museum
Fürstabt Romanus Vogler, dem Karl von Lothringen bei der Übernachtung in Todtmoos eine silberne Votivtafel (Heinrich Sander und Franz Xaver Kraus beschreiben sie als Antipendium) gelobt hatte, trieb das Vorhaben voran und unterstützte die Fertigung mit erheblichen Zuwendungen. Auf Geheiß des Fürstabtes fertigte der Maler Friedrich Georg Glückher aus Rottweil vor Ort 1681 „acurate“ Zeichnungen an, die Karl von Lothringen vorgelegt wurden. Der ausgewählte Entwurf zeigt Karl von Lothringen beim Aufbruch von Todtmoos; von oben rechts trifft Fürstabt Romanus Vogler ein. Über der Kulisse von Todtmoos schwebt die Gnadenmutter zwischen zwei Spruchbändern mit einem von Karl verfassten Text: „Non nobis Domine, non nobis, sed Nomini tuo da gloriam“. Die Fertigung der 101,5 × 190 cm großen, im Flachrelief und teilweise plastisch aus Silber getriebenen Votivtafel wurde von dem Augsburger Silberschmied Elias Jäger zwischen 1681 und 1687 ausgeführt, und gilt als dessen Hauptwerk. Die Votivtafel wurde aufgrund unruhiger Zeiten nur kurz in der Todtmooser Wallfahrtskirche aufgestellt. Sie wurde zumeist in der blasianischen Schatzkammer in der Propstei Klingnau aufbewahrt. Über das blasianische Exil in St. Paul gelangte die Votivtafel 1810 nach Wien und findet sich heute in der Dauerausstellung des Kunsthistorischen Museums (Inv. Nr. 884). In der Wallfahrtskirche in Todtmoos wird eine spätere zweidimensionale malerische Fassung gezeigt.

### Der Kupferstich „Le Passage de la Forêt Noire“
Eine weitere Zeichnung Glückhers diente zur Vorlage eines Stiches von Sébastien Le Clerc und Johanna Sybilla Kraus, der Pionierarbeiten vor der Kulisse von Todtmoos darstellt. Der dieser Arbeit zugrunde liegende gegensinnige Kupferstich Le Clercs war für eine von ihm 1704 projektierte, aber nie erschienene „Histoire de Charles V duc de Lorraine“ gefertigt worden.